# Valdesoto
La parròquia de Valdesoto és a la part sud-oriental del conceyu de Siero, en el Principat d'Astúries. Té una població de 1.941 habitants (INE, 2008).
Valdesoto ocupa un ampli altiplà o vall envoltat de diferents sistemes muntanyosos de poca importància i masses arbòries relativament grans, travessada per diversos rierols, un dels quals té el mateix nom que la parròquia. Amb descripció geogràfica es conclou que el nom deriva etimològicament de la conjunció de les paraules "valle" (vall) i "soto" (forest, bosc, lloc ple d'arbres en riberes o begues), i que de la primitiva forma de Valle de Soto s'ha evolucionat a Valdesoto.

Les principals vies de comunicació de Valdesoto són l'AS-1, l'AS-246 (Carretera Carbonera), i les provincials SI-8, SI-11 i SI-16. A més a més l'Autovia del Cantàbric passa molt a prop de la parròquia, amb enllaç a la capital del municipi, La Pola Siero, a només 4 quilòmetres de Valdesoto. També travessa la parròquia el ferrocarril FEVE entre Xixón i Llaviana, amb dos baixadors en el seu terme.

## Pobles
| - Bendición - Caleyana - Campidre - Cantavía - Castiello - Corripos - Cotiellos - El Campu la Campa - El Campón - El Cantu - El Castañéu (de Fayes) - El Castañéu (de Negales) - El Conventín - El Cubu - El Cuitu - El Fayín - El Llagarón - El Llugar (de Bendición) - El Llugar (de Negales) - El Llugar (de Tiroco) - El Llugar de Lantre - El Llugar de Tras - El Molín de Pedroño - El Molín de los Vayos - El Monte - El Palacio | - El Pedriru - El Ponticu - El Portalgu - El Prau Molleo - El Préstamu - El Quintanal - El Rebollal - El Recuistru - El Tixil - El Valle - El Xugu la Bola - Enribalavilla - Faeo - Fayes - Godina - Grandoba - L'Áspara - La Bica - La Campa Tablao - La Capilla - La Carba - La Carretera - La Casa Baxo - La Casona Fayes - La Casona (de Corripos) - La Casona (de Lliceñes) | - La Cortina - La Cuesta (de Castiello) - La Cuesta (de Negales) - La Fontanina - La Fontica - La Golpeyera - La Granxa - La Llamarguina - La Llosa Caleya - La Malata - La Malia - La Mameya - La Muria - La Pará - La Pedreguera - La Peñuca - La Piñella - La Quintana de Baxo - La Quintanuca - La Rotella - La Soma - La Teyera (de Castiello) - La Teyera (de Tiroco) - La Venta la Salve - La Viesca - Landia | - Les Cases - Les Cases de Riba - Les Costicies - Les Curuxes - Les Llamargues - Les Pardines - Les Vallines - Les Xusticies - Llamanos - Llaniillu - Lliceñes - Llorianes - Los Tilares - Los Vayos - Negales - Pando - Rotriz - Sopeña - Tablao - Tiroco - Tiroco Baxo - Tiroco Riba - Valbís - Valdesoto - Venó |